# Episodi di Astrid e Raphaëlle (seconda stagione)
La seconda stagione della serie televisiva Astrid e Raphaëlle, composta da 8 episodi, è stata trasmessa in Francia dal 21 maggio all'11 giugno 2021 su France 2.
In Italia, la stagione è andata in onda su Giallo dal 7 al 28 ottobre 2021.
| nº | Titolo originale     | Titolo italiano      | Prima TV Francia | Prima TV Italia |
| -- | -------------------- | -------------------- | ---------------- | --------------- |
| 1  | L'Étourneau          | La fine del regno    | 21 maggio 2021   | 7 ottobre 2021  |
| 2  | Irezumi              | Fantasmi del passato | 21 maggio 2021   | 7 ottobre 2021  |
| 3  | Le Paradoxe de Fermi | Ricordi d'infanzia   | 28 maggio 2021   | 14 ottobre 2021 |
| 4  | Point d'orgue        | Perfezione e follia  | 28 maggio 2021   | 14 ottobre 2021 |
| 5  | Circé                | Caccia alle streghe  | 4 giugno 2021    | 21 ottobre 2021 |
| 6  | Golem                | Il Golem             | 4 giugno 2021    | 21 ottobre 2021 |
| 7  | Le livre             | Il libro             | 11 giugno 2021   | 28 ottobre 2021 |
| 8  | En garde à vue       | Doppio sospetto      | 11 giugno 2021   | 28 ottobre 2021 |

## La fine del regno
- Titolo originale: L'Étourneau
- Diretto da: Frédéric Berthe
- Scritto da: Alexandre de Seguins e Laurent Burtin

### Trama
Astrid e Raphaëlle indagano sull'omicidio di un noto avvocato, avvenuto davanti a dodici testimoni che non hanno visto né sentito niente.

## Fantasmi del passato
- Titolo originale: Irezumi
- Diretto da: Frédéric Berthe
- Scritto da: Alexandre de Segiuns, Laurent Burtin e Kit Wong

### Trama
Astrid e Raphaëlle indagano sull'omicidio di un gallerista giapponese, e collaborano con la Yakuza per chiarire la vicenda.

## Ricordi d'infanzia
- Titolo originale: Le Paradoxe de Fermi
- Diretto da: Frédéric Berthe
- Scritto da: Alexandre de Seguins e Laurent Burtin

### Trama
Astrid e Raphaëlle indagano sull'omicidio di un industriale, avvenuto in una fabbrica dove il principale sospettato è fuggito.

## Perfezioni e follia
- Titolo originale: Point d'orgue
- Diretto da: Frédéric Berthe
- Scritto da: Alexandre de Seguins, Laurent Burtin e Mathieu Leblanc

### Trama
Astrid e Raphaëlle indagano sull'omicidio di un giovane conduttore radiofonico, sulle tracce di una melodia assassina.

## Caccia alle streghe
- Titolo originale: Circé
- Diretto da: Èric Le Roux
- Scritto da: Alexandre de Seguins, Laurent Burtin e Mathieu Pichard-Rivalan

### Trama
Astrid e Raphaëlle indagano sull'omicidio di una giovane madre, il cui bambino è scomparso. Strani rituali visibili sulla scena del crimine indirizzano le indagini verso pratiche di stregoneria.

## Il Golem
- Titolo originale: Golem
- Diretto da: Èric Le Roux
- Scritto da: Alexandre de Seguins, Laurent Burtin e Céline Decoox

### Trama
Astrid e Raphaëlle indagano sull'omicidio di uno dei soci di un'azienda high-tech, un ebreo ortodosso.

## Il libro
- Titolo originale: Le livre
- Diretto da: Èric Le Roux
- Scritto da: Alexandre de Seguins, Laurent Burtin e Joseph Lantigny

### Trama
Astrid e Raphaëlle indagano sulla morte di un uomo avvenuta durante un'asta, e scoprono un prezioso manoscritto.

## Doppio sospetto
- Titolo originale: En garde à vue
- Diretto da: Èric Le Roux
- Scritto da: Alexandre de Seguins, Laurent Burtin e Denis Alamercery

### Trama
Astrid e Raphaëlle indagano sull'omicidio di un membro degli Alcolisti Anonimi. È sospettata una donna che frequenta l'associazione.